# Trique, gamin de Paris
Pour plus de détails, voir Fiche technique et Distribution.
Trique, gamin de Paris (Les Fugitifs) est un film français réalisé par Marco de Gastyne, sorti en 1962.

## Synopsis
Dans un vieil immeuble de Paris, le jeune Trique, 11 ans, assiste presque indifférent aux disputes répétées de ses parents, sur fond d'alcool et de violence verbale. Jusqu'au jour où son père finit par chasser sa mère du domicile familial...

## Fiche technique
- Titre : Trique, gamin de Paris (Les fugitifs)
- Réalisation : Marco de Gastyne
- Scénario : Marco de Gastyne, d'après le roman d'Alfred Machard[1]
- Dialogues : Marc de Cazalet
- Photographie : Jacques Duhamel
- Musique : Marc Lanjean
- Montage : Victor Grizelin
- Affiche de Gilbert Allard
- Production : Lux Compagnie Cinématographique de France - Nat Films - Tadié Cinéma
- Pays :  France
- Format : Couleur (Eastmancolor)  - 35 mm - Son mono
- Genre : Drame
- Durée :  90 minutes
- Date de sortie : 
  - France : 24 août 1962
- Affiche : Gilbert Allard (France)

## Distribution
- Gil Vidal : Gil
- Jacqueline Danno : Séraphine
- Claudine Maugey : Pierrette
- Michel Martaguet : Trique
- Serge Letort
- Gabriel Gobin
- Florence Blot
- Madeleine Damien
- Catherine Georges
- Maryse Paillet
- Cady Miller pseudo de Évelyne Lacroix : La bergère